# Złota Nike
Złota Nike, także Puchar Jules’a Rimeta – pierwsza, oryginalna nagroda wręczana zwycięzcy mistrzostw świata w piłce nożnej w latach 1930–1970 przez władze FIFA.

## Historia
Wykonawcą trofeum był Francuz Abel Lafleur. Miało ono postać złotej statuetki o wysokości 32 cm i wadze 3,8 kg. Statuetka wyobrażała starożytną skrzydlatą boginię zwycięstwa Nike, poniżej znajdował się napis Coupe du Monde de Football, w 1946 uzupełniony dopiskiem Coupe Jules Rimet. W boczne ścianki kwadratowej podstawy rzeźby wstawione były cztery złote tabliczki, po jednej na każdej ścianie, na których wygrawerowane były nazwy zwycięskich reprezentacji od 1930 do 1970.
Nagroda miała charakter przechodni, między kolejnymi turniejami pozostawała w rękach zwycięzcy. W 1970, po trzecim triumfie reprezentacji Brazylii, zgodnie z regulaminem przeszła na własność Brazylijskiej Federacji Piłki Nożnej.
Aby uniknąć zawłaszczenia jej przez Niemców w czasie II wojny światowej teściowa włoskiego wiceprezydenta FIFA Ottorina Barassiego ukrywała ją pod swoim łóżkiem w pudełku po butach. W 1966 tuż przed mistrzostwami świata w Anglii Złota Nike została skradziona z wystawy w Londynie. Odnalazł ją zakopaną pod krzakiem pies o imieniu Pickles. W grudniu 1983 ponownie ją skradziono, jednak tym razem już jej nie odnaleziono. Prawdopodobnie została przetopiona na złoty złom. Brazylijska Federacja Piłki Nożnej wykonała jej replikę, która do dzisiaj jest przechowywana w siedzibie federacji.

## Zdobywcy
Zdobywcy Pucharu Świata Złotej Nike (Jules Rimet Trophy):
- Urugwaj – 1930, 1950
- Włochy – 1934, 1938
- RFN – 1954
- Brazylia – 1958, 1962, 1970
- Anglia – 1966